# 英格爾貝特二世 (拿騷)
英格爾貝特二世（荷蘭語：Engelbert II von Nassau，1451年5月17日—1504年5月31日），拿騷伯爵約翰四世的長子，1501年受神聖羅馬皇帝馬克西米連一世指派為哈布斯堡尼德蘭總督。此外他也是菲安登、布雷達領主。